# 房総料金回数券
房総料金回数券（ぼうそうりょうきんかいすうけん）とは、東日本旅客鉄道（JR東日本）が発売する特別企画乗車券（特急回数券）。かつては房総特急回数券という名称であったが、現在の名称に改称された。2022年（令和4年）3月11日をもって利用終了。

## 概要
総武本線、成田線、外房線、内房線の特別急行列車で利用できる4枚綴りの特急券。自由席用と普通車指定席用の2種類がある。

## 利用可能な列車
- しおさい
- わかしお: 「新宿わかしお」を含む
- さざなみ: 「新宿さざなみ」を含む
- あずさ: 新宿駅～千葉駅間 （2019年3月16日のダイヤ改正をもって終了）
- 成田エクスプレス: 千葉駅・四街道駅・佐倉駅・成田駅のうち1つ以上に停車する列車のうち 池袋駅 - 東京駅 - 成田駅間（指定席用のみ）
  - 正月3が日等で成田駅に臨時停車する列車も利用可能（但し定期券利用不可）。
- その他、設定区間内相互間を発着する特急・急行列車（初詣臨時列車など）

## 価格および有効期間
| 設定区間               | 設定区間 | 設定区間                     | 自由席用 | 指定席用 |
| ---------------------- | -------- | ---------------------------- | -------- | -------- |
| 東京・新宿             | ⇔        | 蘇我・四街道                 | 2,080円  | 設定なし |
| 東京・新宿             | ⇔        | 上総湊・大原・八日市場       | 2,920円  | 設定なし |
| 東京・新宿             | ⇔        | 館山・安房鴨川・銚子         | 3,800円  | 設定なし |
| 東京・品川・新宿・池袋 | ⇔        | 蘇我・四街道                 | 設定なし | 2,920円  |
| 東京・品川・新宿・池袋 | ⇔        | 上総湊・大原・八日市場・成田 | 設定なし | 3,800円  |
| 東京・品川・新宿・池袋 | ⇔        | 館山・安房鴨川・銚子         | 設定なし | 4,600円  |
| 千葉・蘇我             | ⇔        | 大貫・上総一ノ宮・横芝       | 2,080円  | 設定なし |
| 千葉・蘇我             | ⇔        | 大貫・上総一ノ宮・横芝・成田 | 設定なし | 2,920円  |
| 千葉・蘇我             | ⇔        | 館山・安房鴨川・銚子         | 2,920円  | 3,800円  |

- 基本的に東京駅・千葉駅又は蘇我駅を基準に50キロ圏内・100キロ圏内・101キロ以上の三区分で発売されている。そのため新宿～蘇我・四街道・佐貫町・大原間など割引率が高くなる区間が存在する。
- グレーの■枠内は無割引（当該区間の自由席特急料金4枚分の値段）。ただし、上述の通り新宿～蘇我・四街道間などでは割引されている。
- 子供料金の設定はない。ただし、自由席用は1枚で子供2人まで利用できる。
- 指定席用は指定列車の出発前であれば何度でも列車の変更が可能。指定券の交付を受けていない場合は自由席又は立席での利用となる。
- 指定席用の割引率が高く、特に本来A特急料金が適用される成田エクスプレスを利用する場合は割引率が更に高くなる。
- 発売は通年で行われ、繁忙期等の利用制限もない。有効期間は1箇月間。なお、房総特急回数券と称していた頃は3箇月間有効であった。
- かつては君津⇔館山、大網⇔勝浦、佐倉⇔佐原の設定もあったが2010年2月28日をもって発売を終了した。[2]
- 千倉・滑河・佐原を発着とする設定があったが当該区間の特急列車が廃止されたため2015年3月14日発売分より現在の設定区間に短縮された。[3]
- 設定区間の末端のうち、大貫駅と上総湊駅は2017年時点では特急列車が停車しないため、実質的には君津駅または佐貫町駅が末端となる。
- 首都圏エリアのJR東日本のみどりの窓口、びゅうプラザ、一部の指定席券売機などで取り扱う。